# Руфий Фест
Вижте пояснителната страница за други личности с името Фест.
Руфий Фест също: Секст Руф (Rufius Festus; също: Sextus Rufus) e историк от IV век.
По времето на римския император Валент (363-378) той е magister memoriae и получава титлата vir clarissimus. Пише кратката римска история Breviarium rerum gestarum populi Romani от митологичното начало на Рим до 360-те години в 30 капители.

## Издания
- John William Eadie (Hrsg.), The Breviarium of Festus. A critical edition with historical commentary. Athlone Press, London 1967.
- Wendelinus Foerster (Hrsg.), Rufi Festi breviarium rerum gestarum populi Romani. Hoelder, Vindobonae (Wien) 1874.
- Carolus Wagener (Hrsg.), Festi breviarium rerum gestarum populi Romani. Lipsiae (Leipzig) und Pragae (Prag) 1886.
- Marie-Pierre Arnaud-Lindet, Abrégé des hauts faits du peuple Romain. Les Belles Lettres, Paris 1994, ISBN 2-251-01380-6 (Collection des universités de France).